# Hinweisschilder zu Straßeneinbauten

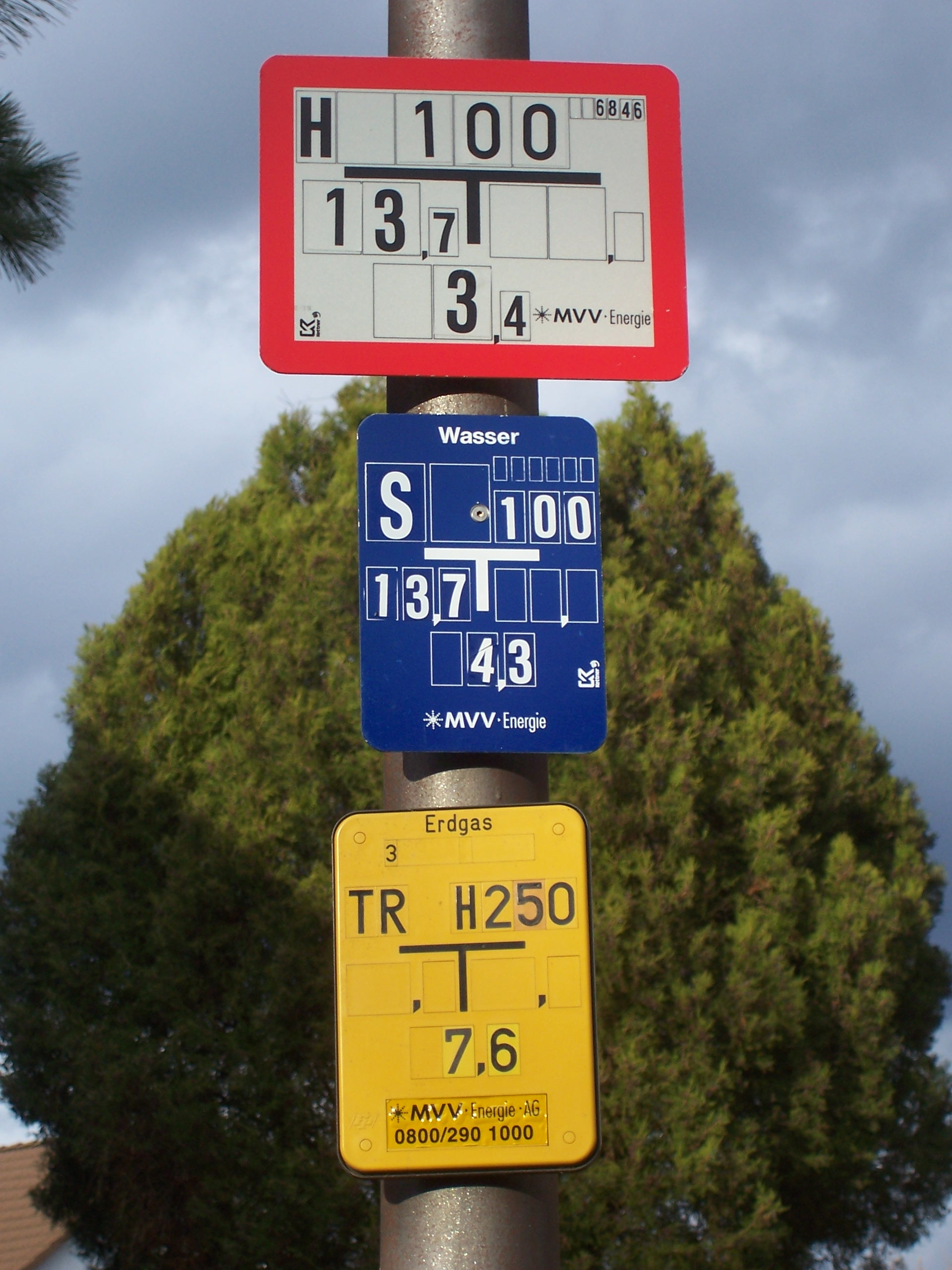
Hinweisschilder für Hydrant, Wasserschieber und Leitungsverlauf einer Erdgasleitung im Bereich der MVV Energie

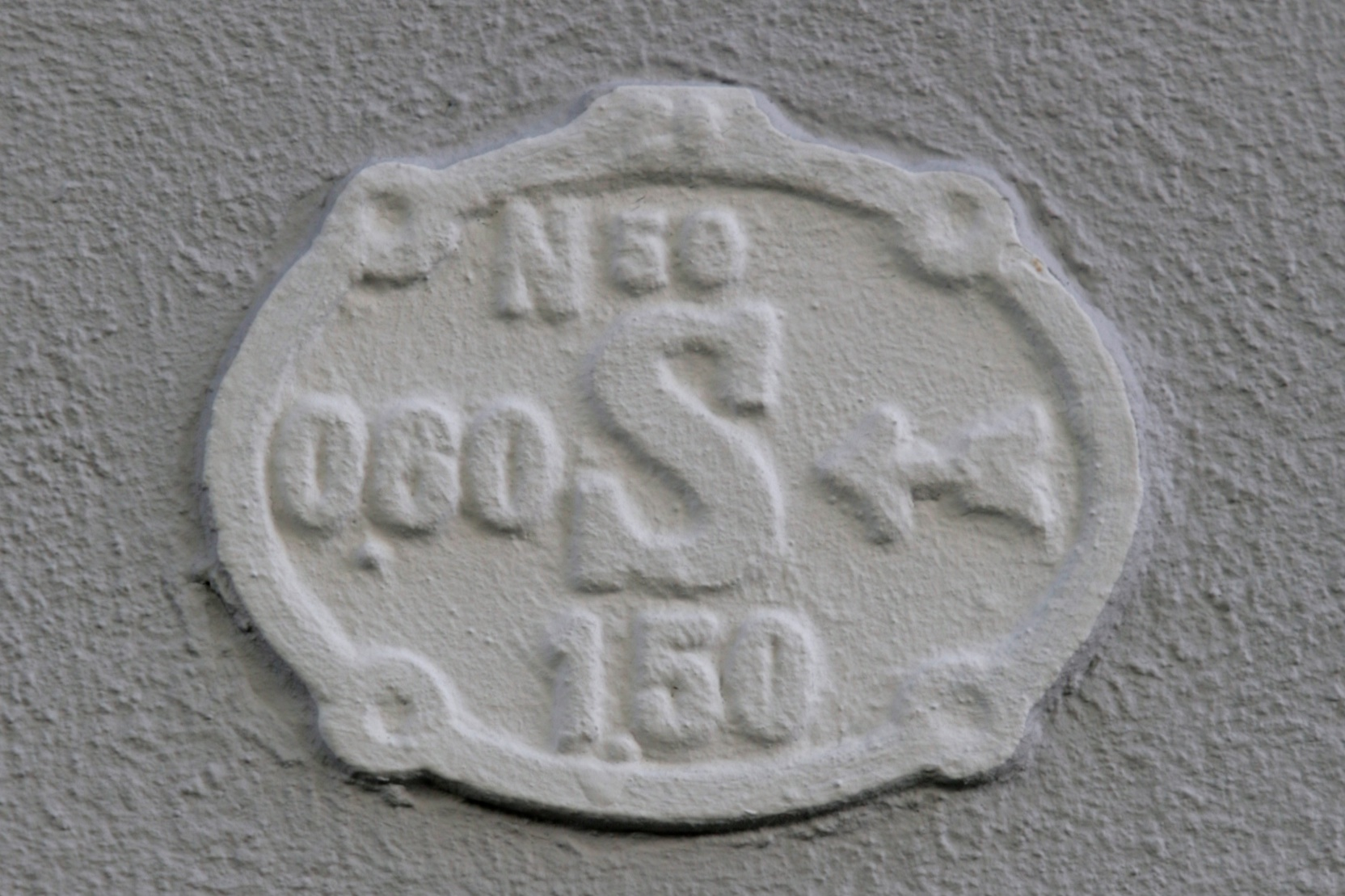
Historisches Hinweisschild (Wasserschieber)

Hinweisschilder zu Versorgungseinrichtungen weisen auf (u. a. Straßenkappen) Versorgungseinrichtungen und Leitungsorgane wie Unterflurhydranten oder Absperrschieber von Wasserversorgungs-, Abwasserentsorgungs-, Gas-, Fernwärmeleitungen, oder deren Verlauf hin. Straßeneinbauten ohne Hinweisschild sind z. B. Grundwassermessstellen. Die Schilder sind  genormt und die Schrift soll die Verkehrsschrift DIN 1451 sein. Bei Zeichnungen auf dieser Seite handelt es sich um Beispiele.

## Hinweisschilder für Wasserleitungen

### Hinweisschilder für Hydranten
Hydrantenschilder weisen hin auf Hydranten, also auf Wasserentnahmestellen aus dem Wassernetz. Die Größe der Schilder beträgt 25 cm × 20 cm. Manche Wasserleitungsunternehmen geben als zusätzliche Information den Druck und die entnehmbare Wassermenge für die Feuerwehr an.

#### Systematik

Löschwasserbrunnen (DIN 4066 B1)
Löschwasserzisterne (DIN 4066 B2)
Löschwasserbrunnen mit integrierter Tiefpumpe (DIN 4066 B3)

Schieberschild

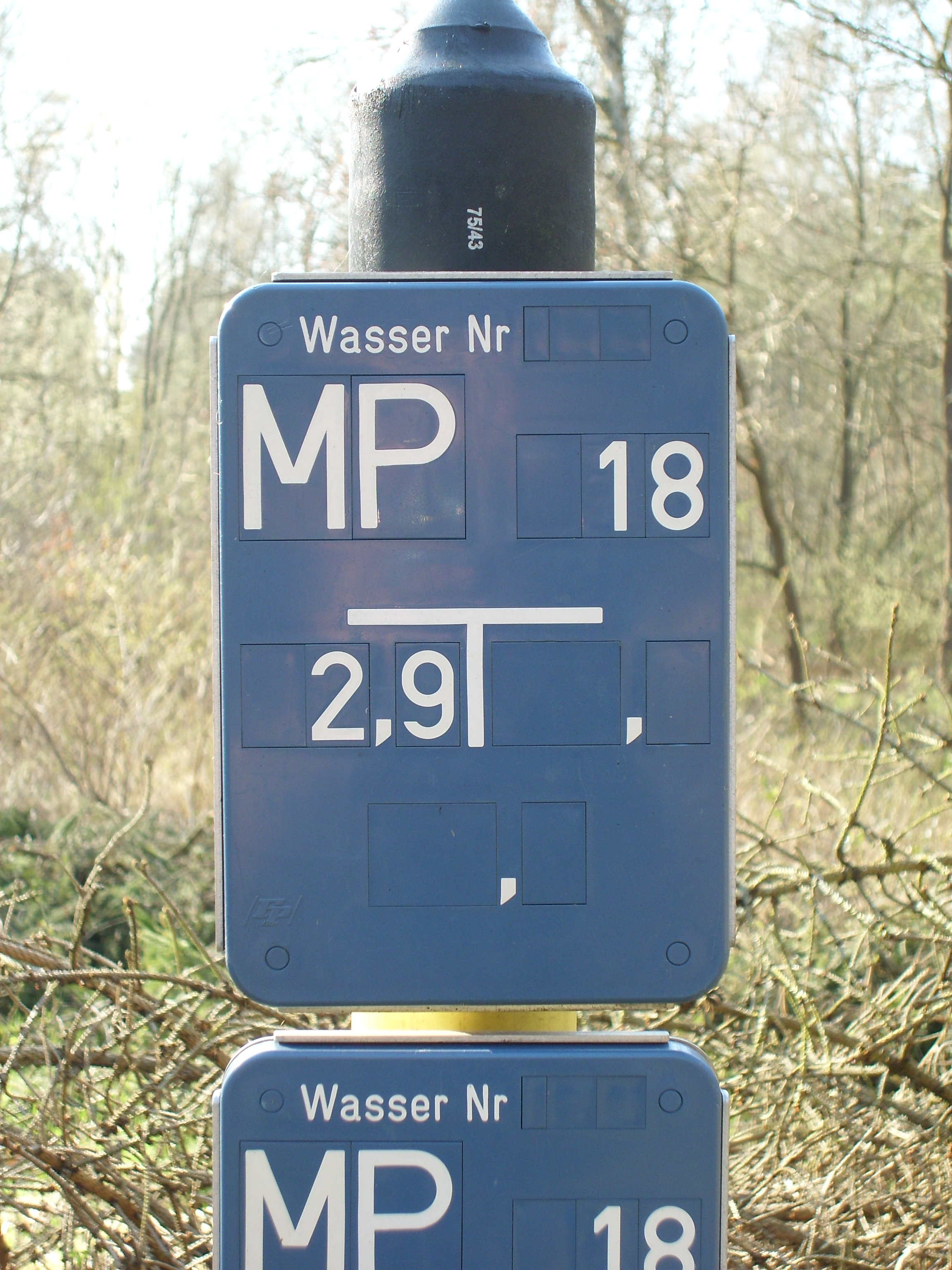
Hinweisschilder für Markierungspunkte

Hinweisschild für den Schieber einer Leitung mit 40 Zentimeter Innendurchmesser (DN 400), der sich 5 Meter rechts und 2,1 Meter vor diesem Schild befindet.

Gasschild

Fernwärmeschild

Hydrantenschild mit Legende
Hinweisschild für einen Unterflurhydranten mit einer DN-300-Leitung, der sich 1,1 Meter links und 8,4 Meter vor diesem Schild befindet.

| Bereich | Beschreibung |
| ------- | --- |
| 1       | Bezeichnung in Kurzzeichen der Einbauarmatur. In der Regel steht ein „H“ für Hydrant. Unter Umständen können andere Kurzzeichen für verschiedene Sonderhydranten stehen. |
| 2       | Innendurchmesser der Versorgungsleitung in Millimetern. |
| 3       | Abstand in Metern und Dezimetern zwischen Schild und Hydrant, vom Schild nach links gemessen.                                                                            |
| 4       | Abstand in Metern und Dezimetern zwischen Schild und Hydrant, vom Schild nach rechts gemessen.                                                                           |
| 5       | Abstand in Metern und Dezimetern zwischen Schild und Hydrant vom Schild gerade gemessen.                                                                                 |
| 6       | Bauteilnummer zur eindeutigen örtlichen Zuordnung in einem Versorgungsgebiet (Stadt oder Gemeinde). Je nach Betreiber nicht angegeben.                                   |

#### Mögliche gängige Kurzzeichen
- HR = Hydrant ist rechtsherum zugedreht und muss linksherum aufgedreht werden
- HL = Hydrant ist linksherum zugedreht und muss rechtsherum aufgedreht werden
- OH = Überflurhydrant
- SH = Schachthydrant
- UH = Unterflurhydrant

#### Beispiele für Schilder

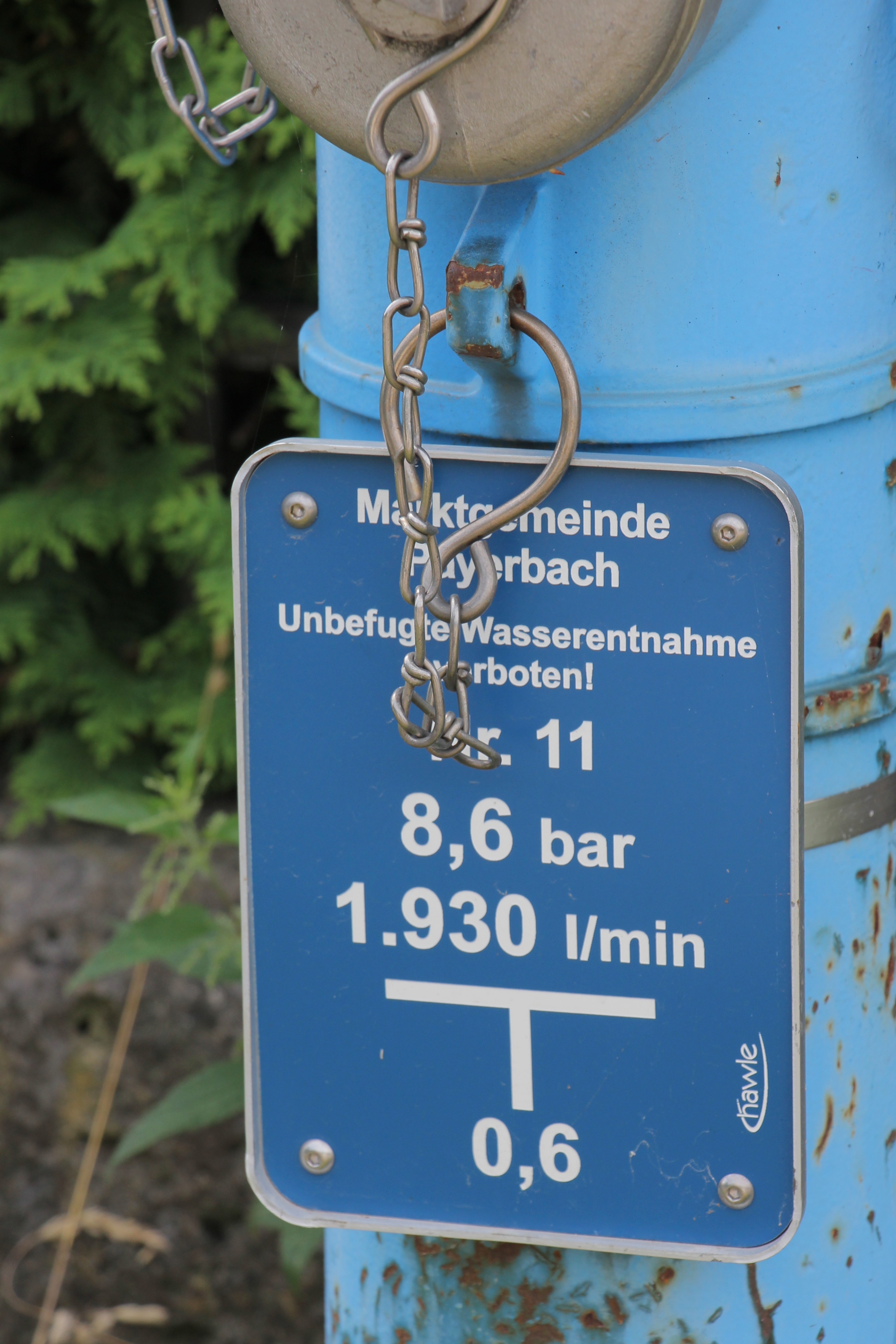
Hinweisschild für einen Überflurhydranten in Payerbach mit der Nr. 11 mit einem Druck von 8,6 bar; Fördermenge von 1930 l/min und der sich 0,6 Meter vor diesem Schild befindet.
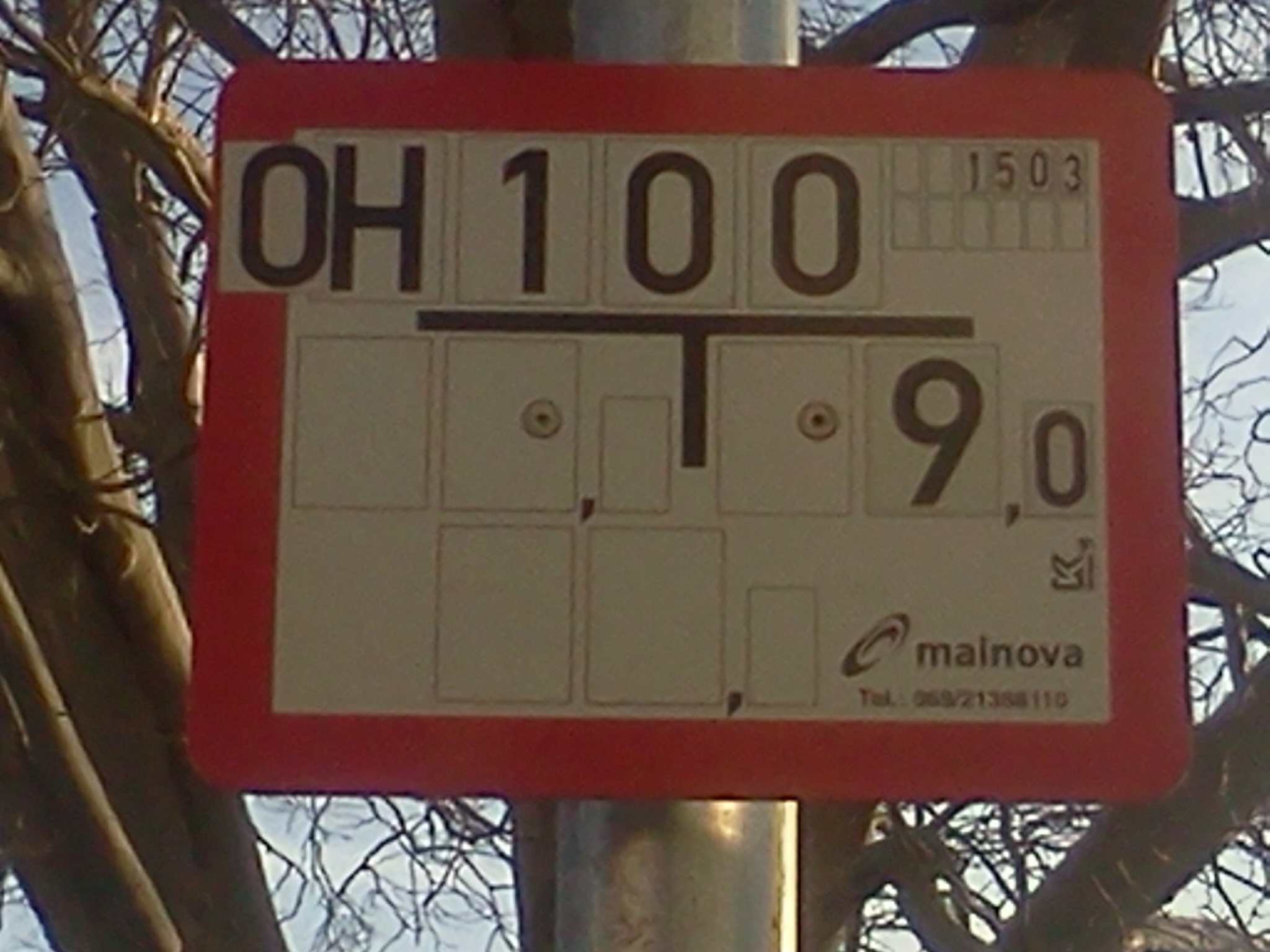
Hinweis auf einen Überflurhydranten sowie den Betreiber
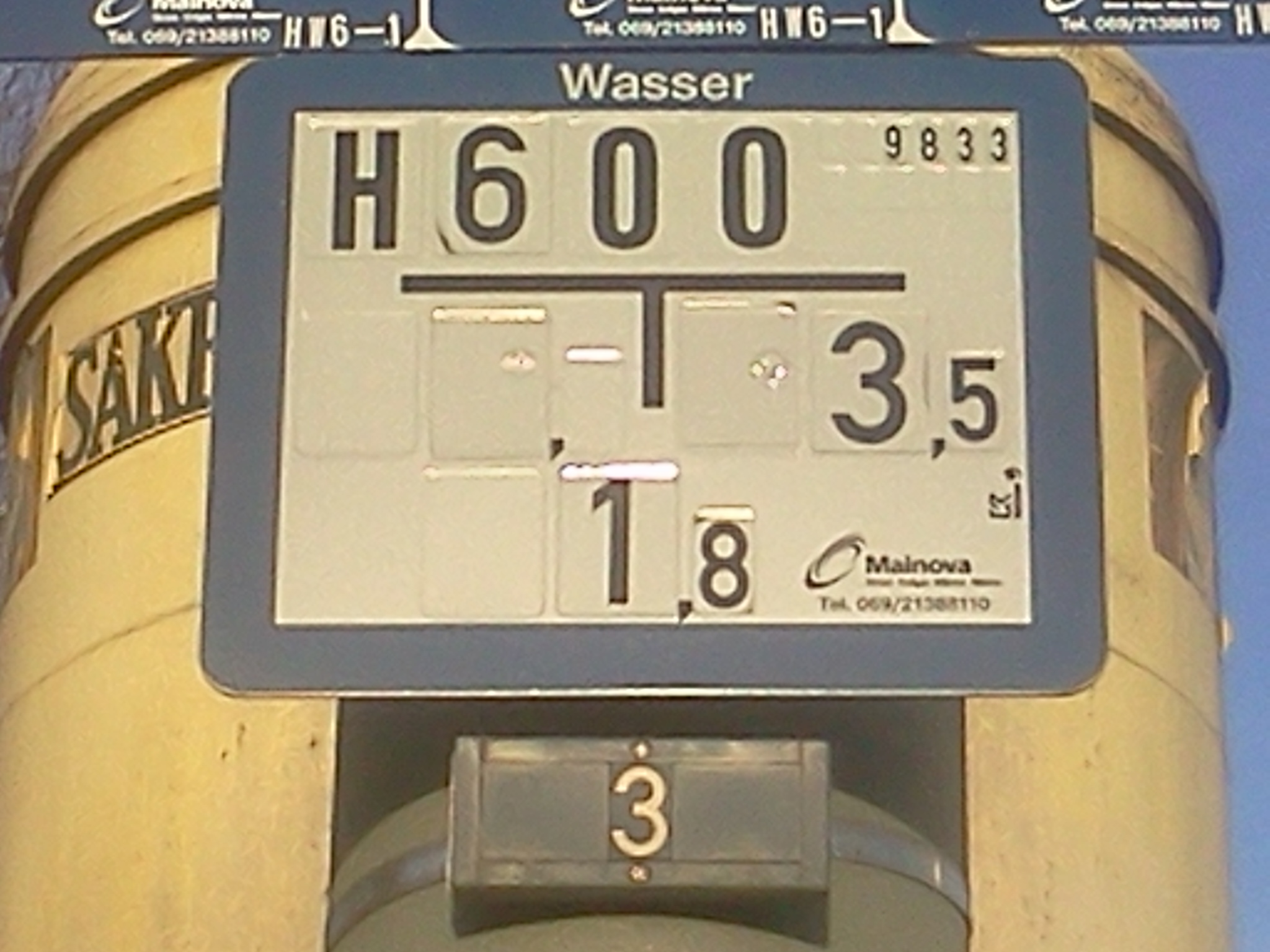
Blaues Hydrantenschild zum Hinweis, dass dieser technische Hydrant zusätzlich als Be- oder Entlüftung an z. B. Hoch-/Tiefpunkten besonders geeignet ist.
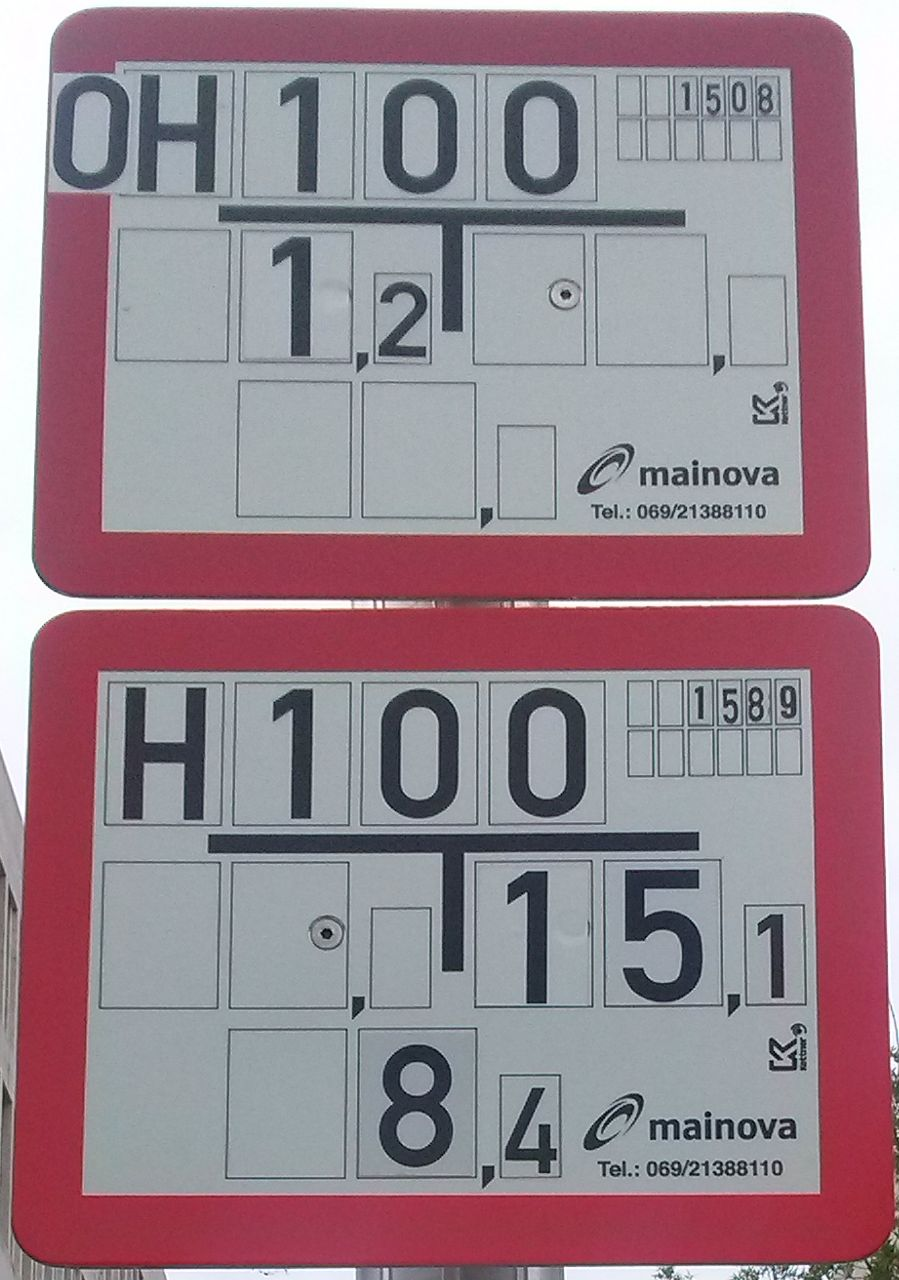
Hinweisschild auf Über- und Unterflurhydranten in Frankfurt am Main
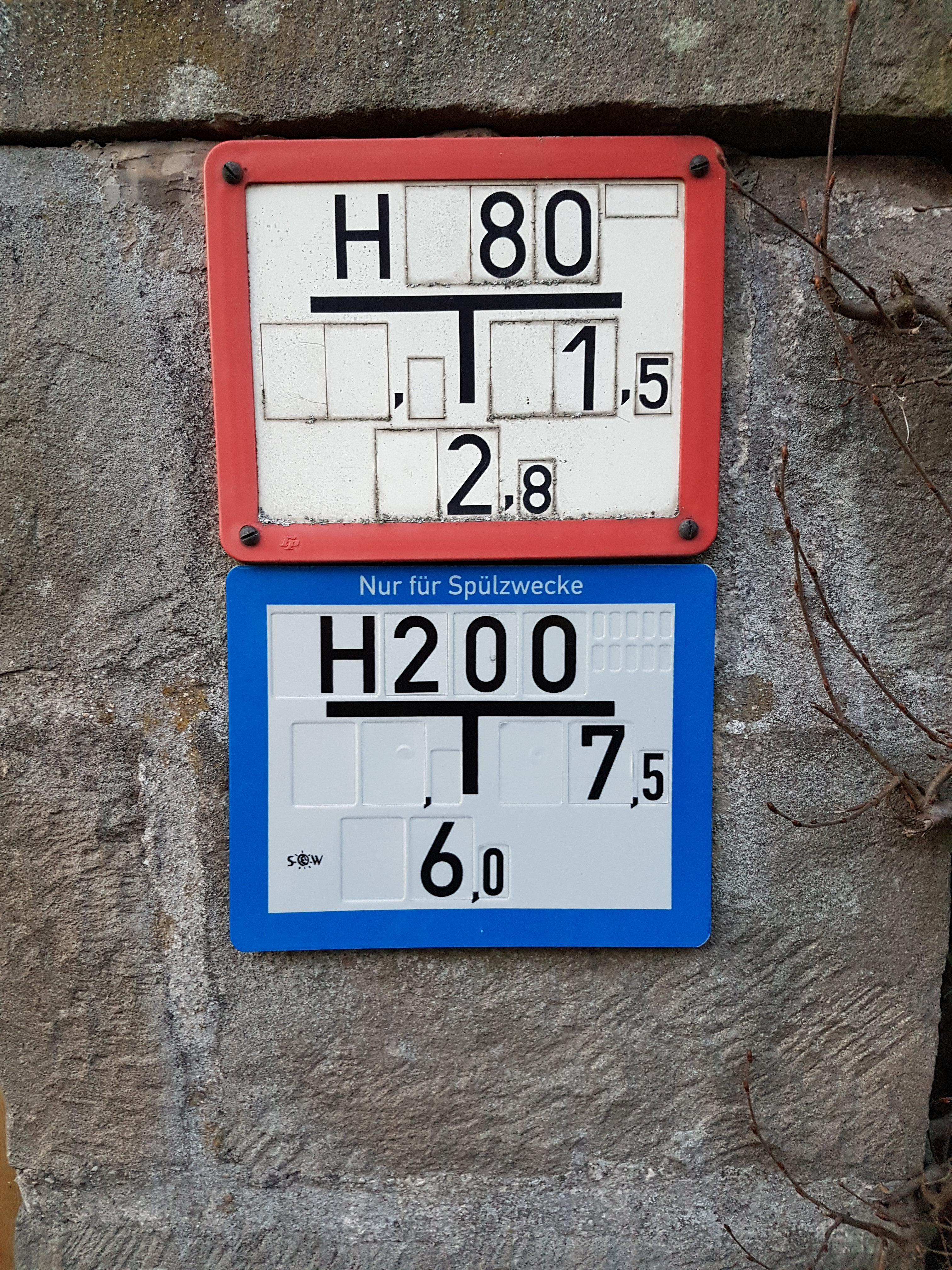
Rotes und blaues Hydrantenschild übereinander. Der blau gekennzeichnete Hydrant ist nicht für die Entnahme von Löschwasser vorgesehen und kann z. B. für Trinkwasser auf einem Markt genutzt werden.
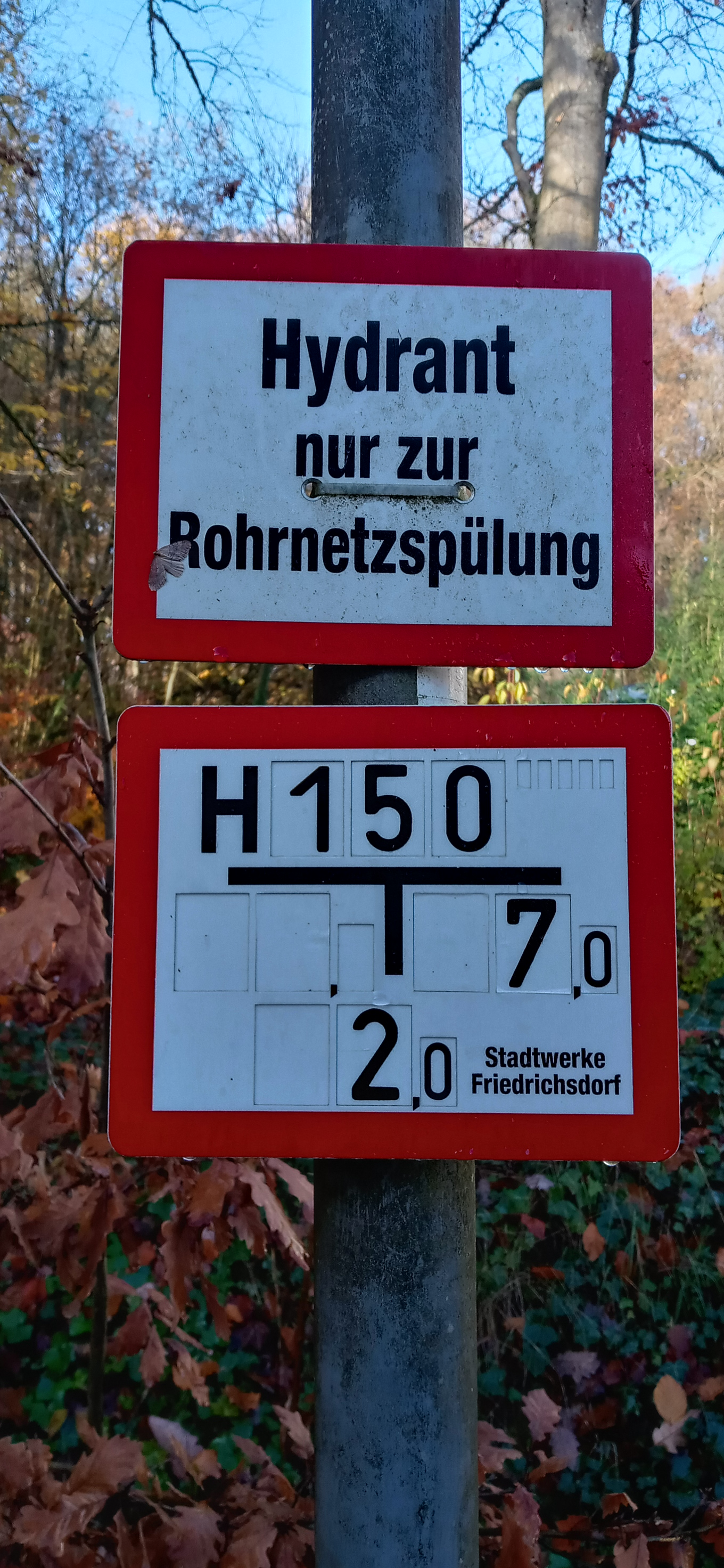
Hydrantenschild mit einem Hinweisschild in Friedberg (Hessen)

### Hinweisschilder für Löschwassereinrichtungen

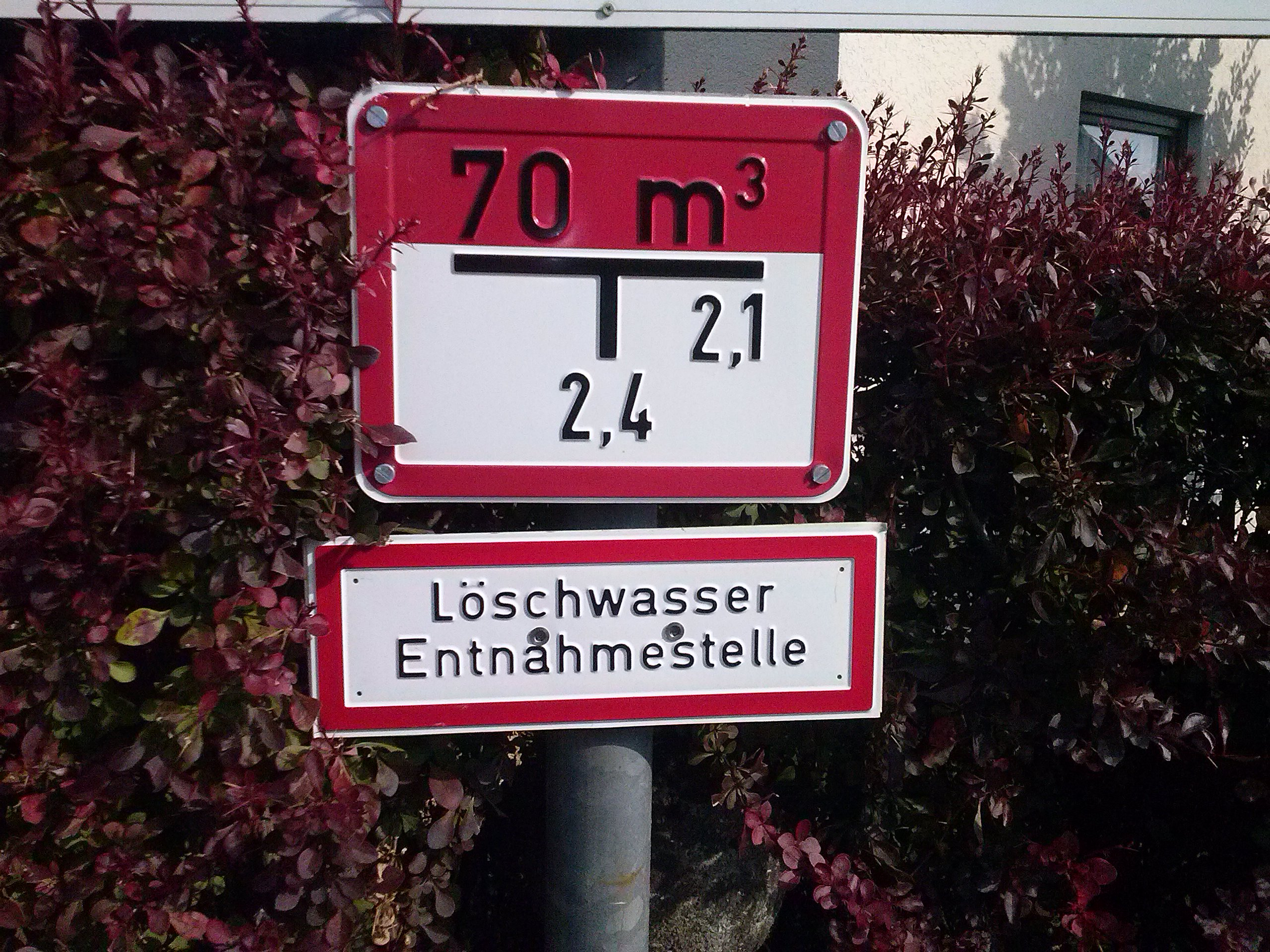
Hinweisschild auf eine Löschwasserzisterne in Grävenwiesbach mit einem Volumen von 70 m³

Die Schilder weisen auf Löschwasserentnahmestellen hin. Hierbei wird zwischen Löschwasserbehältern (bzw. -zisternen), Löschwasserbrunnen mit eingebauter Tiefpumpe und Löschwasserbrunnen für den Saugbetrieb unterschieden. Die Größe der Schilder beträgt 25 cm × 20 cm.

#### Systematik
- Löschwasserbrunnen (DIN 4066 B1)
- Löschwasserzisterne (DIN 4066 B2)
- Löschwasserbrunnen mit integrierter Tiefpumpe (DIN 4066 B3)

| Bereich | Beschreibung                                                                                            |
| ------- | --- |
| 1       | Abstand in Meter und Dezimeter zwischen Schild und Entnahmearmatur vom Schild nach links weg gemessen.  |
| 2       | Abstand in Meter und Dezimeter zwischen Schild und Entnahmearmatur vom Schild nach rechts weg gemessen. |
| 3       | Abstand in Meter und Dezimeter zwischen Schild und Entnahmearmatur vom Schild gerade weg gemessen.      |
| 4       | Wasservolumen des unterirdischen Löschwasserbehälters in Kubikmetern.                                   |

#### Technische Hydranten
Zudem gibt es für an Trink- bzw. Abwasserleitungen befindliche sogenannte technische Hydranten, die Wartungszwecken und nicht als Feuerlöscheinrichtungen dienen, Hydrantenschilder mit blauem bzw. grünem Rand und folgenden gängigen Kurzzeichen:

#### Gängige Kurzzeichen
- BEV = Be- und Entlüftungsventil
- SH = Spülhydrant
- LH = Lüftungshydrant

### Hinweisschilder für Wasser-Versorgungsleitungen
Hinweisschilder für Wasserleitungen weisen auf Straßenkappen (Schieberkästen) hin, die Zugang zu z. B. Absperrventilen des Ortswassernetzes (Schieber) bieten.

#### Systematik
| Bereich | Beschreibung                                                                                            |
| ------- | --- |
| 1       | Bezeichnung in Kurzzeichen der Einbauarmatur.                                                           |
| 2       | Innendurchmesser in Millimetern der Versorgungsleitung.                                                 |
| 3       | Abstand in Metern und Dezimetern zwischen Schild und Einbauarmatur vom Schild nach links weg gemessen.  |
| 4       | Abstand in Metern und Dezimetern zwischen Schild und Einbauarmatur vom Schild nach rechts weg gemessen. |
| 5       | Abstand in Metern und Dezimetern zwischen Schild und Einbauarmatur vom Schild gerade weg gemessen.      |

#### Gängige Kurzzeichen der Einbauarmaturen in Deutschland
- ES = Entleerungsschieber. Mit ihm kann eine Leitung entleert werden. Dies geschieht an einem Leitungstiefpunkt und meist in einen Vorfluter (z. B. Gewässer), seltener in einen Pumpenschacht hinein.
- HS = Hydrantenschieber. Er ist vor einem Hydranten eingebaut, so dass bei einem Wechsel der Hydrant vom Netz getrennt werden kann.
- K/KL oder AK = Klappe oder Absperrklappe.
- LS/LH oder LV = Lüftungsschieber, Lufthahn oder Lüftungsventil.
- MP = Markierungspunkt. Markiert den Verlauf der Leitung.
- PS = Privatschieber.
- S = Schieber. Mit ihm kann die Verbindung zwischen zwei Leitungen getrennt oder geöffnet werden.
- SH = Schacht. In einem unterirdischen Bauwerk können zum Beispiel Entlüftungsventile, Wasserzähler, Druckreduzierstücke oder Handradschieber untergebracht werden. Die Lage des Einstiegschachtes wird mit dieser Tafel gekennzeichnet.
- SS = Streckenschieber. Um auf längeren Transportstrecken im Bedarfsfall einzelne Streckenstücke absperren (herausschiebern) zu können, werden in gewissen Abständen Streckenschieber eingebaut.
- US = Umgangsschieber. Hiermit öffnet man beim Schließen einer groß dimensionierten Klappe, zur besseren Abdichtung einen Umgang um die Klappe herum.
- ZS oder TS = Zonenschieber oder Trennschieber. Zonenschieber trennen zwei Zonen voneinander. Ihnen kommt besondere Bedeutung bei der Leckortung zu.

### Hinweisschilder für Wasser-Hausanschlussleitungen
(Wasser-)Hausanschlussschilder weisen auf die Straßenkappe (Schieberkasten) eines Absperrschiebers in der Versorgungsleitung hin, der die Installation in einem Gebäude oder einem Grundstück von der Ortswasserleitung trennt. In den meisten Fällen ist dies der letzte Absperrschieber vor dem Wasserzähler. Somit ist es von Bedeutung, die Straßenkappe nicht unter Oberflächenniveau abzusenken, so dass zum Beispiel bei einem Rohrleitungsgebrechen vor der Wasserzählerabsperrgarnitur die dahinterliegenden Armaturen drucklos gesetzt werden können.

#### Gängige Kurzzeichen der Einbauarmaturen
- A = Anschluss
- AH = Absperrhahn
- AS = Anschlussschieber
- AV = Anschlussventil
- HA = Hausanschluss
- VA = Ventilanbohrung

Beschreibung:

Schieberschild für ein Anschlussventil.

Die Bezeichnung der Armatur ist in diesem Fall ein Anschlussventil. Die Nenngröße der Leitung ist in diesem Fall nicht immer angeführt, die Aufschrift „Wasser“ deutet auf eine Armatur einer Wasserversorgungsanlage hin. Ansonsten sind diese Schilder genau so wie Schieberschilder zu lesen.

#### Beispiel

Schieberschild für ein Hausanschlussventil

Beschreibung: Dieses Hinweisschild deutet auf einen Hausanschlussventil hin, der Zugang zu einem Schieber einer Hausanschlussleitung bietet. Die Straßeneinbauarmatur befindet sich 3 Meter und 40 Zentimeter vor diesem Schild.
In manchen Fällen ist der Eintritt der Hausanschlussleitung in das Gebäude durch einen blauen Punkt an der Hauswand von außen gekennzeichnet.

## Hinweisschilder für Abwasserleitungen

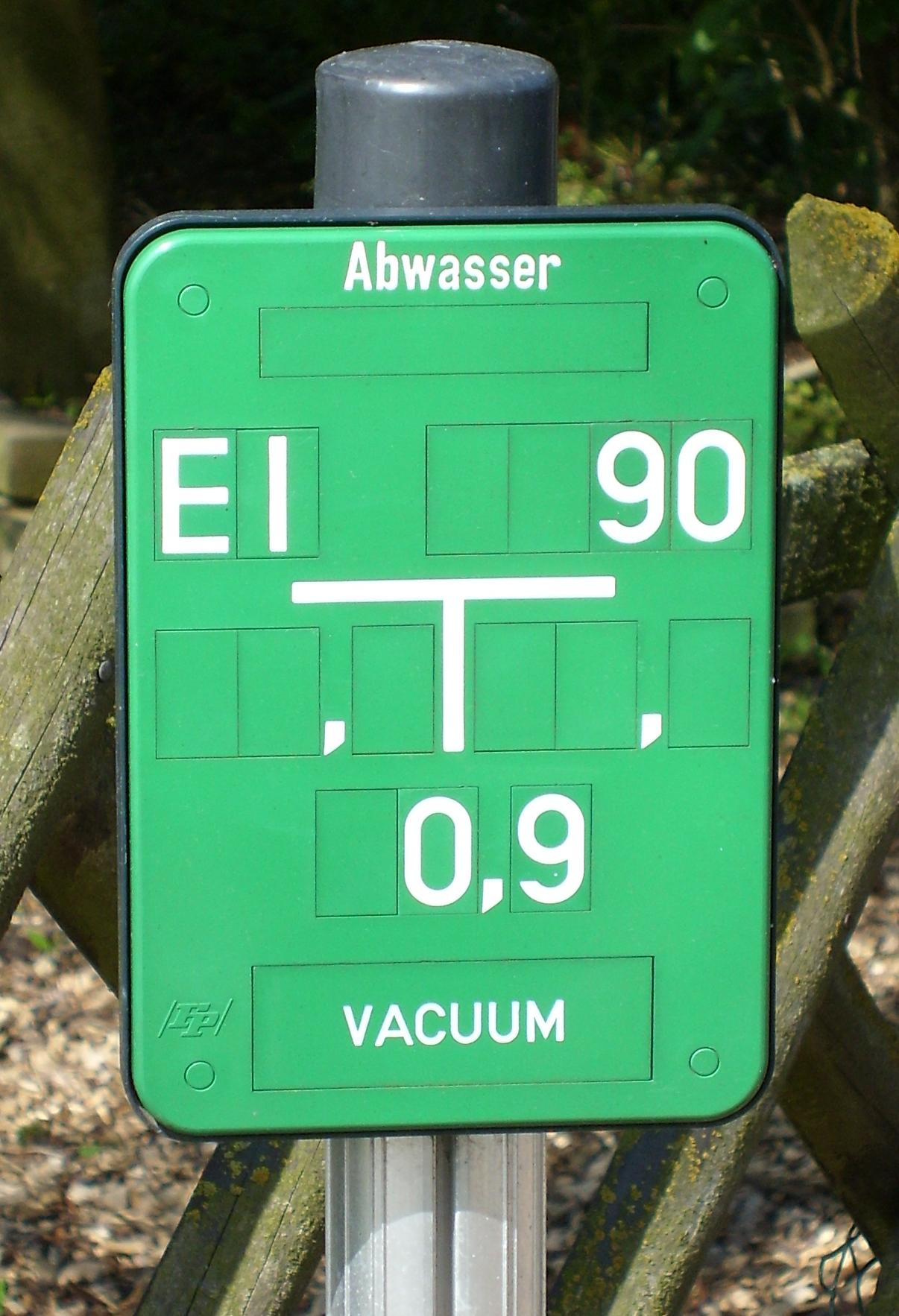
Abwasserschild

Hinweisschilder für Abwasserleitungen weisen auf Straßenkappen, oder Schachtbauwerke hin, die Zugang zu Abwasserarmaturen bieten. Derart gekennzeichnet werden besondere Abwassersysteme wie Überdruck- oder Unterdrucksysteme, selten hingegen gewöhnliche Kanalisationen.

### Systematik

#### Gängige Kurzzeichen
Für Armaturen zur Absperrung einer Hausanschlussleitung:
- HA = Hausanschluss
- HK = Hausanschlussleitungs-Kugelhahn
- HP = Hausanschlussleitungs-Kunststoffschieber
- HS = Hausanschlussleitungs-Schieber

An Hauptleitungen:
- ES = Entleerungsschieber
- K oder KH = Kugelhahn
- P oder SP = Kunststoffschieber
- R = Revisionseinrichtung
- S = Schieber

### Beispiel
Beschreibung: Abwasser-Hinweisschild für eine Entleerungsarmatur

## Hinweisschilder für Gasleitungen

### Hinweisschilder für Gas-Versorgungsleitungen

#### Allgemeines
Schilder für Gasleitungen weisen auf z. B. Straßenkappen (Schieberkästen) hin, die Zugang zu Absperrventilen des Erdgasnetzes (Schieber) bieten, aber auch auf Leitungsverläufe und andere gastechnische und dazugehörige elektrische Einrichtungen. Der Unterschied zu Schildern für Transportleitungen ist hier die 40 mm Schriftgröße des Kurzzeichens und die meist fehlende Betreiberinformation. Im Aufbau unterscheiden sich Schilder für Gas-Versorgungsleitungen nicht von denen der Wasser-Versorgungsleitungen.

#### Gängige Kurzzeichen der Einbauarmaturen

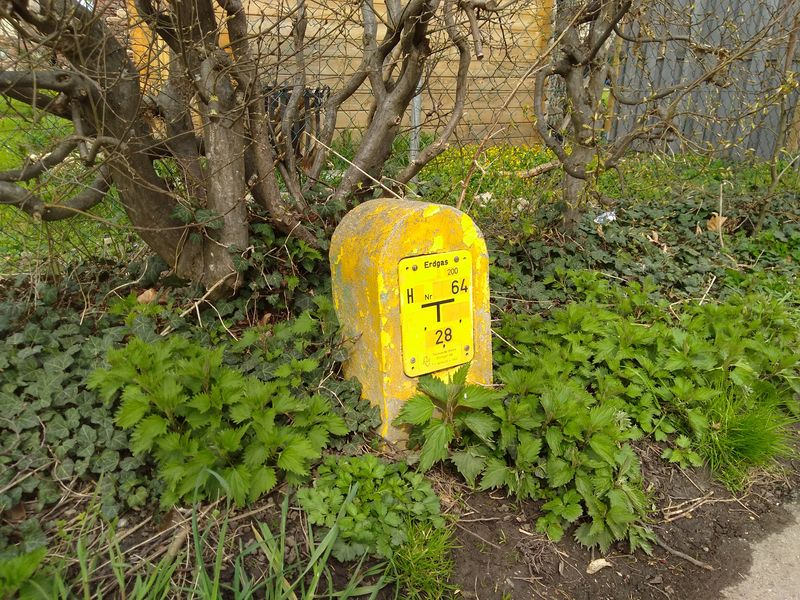
Oberirdische Markierung einer unterirdischen Erdgasleitung mittels eines Trassierungssteins

- A oder AB = Aus- oder Abbläser. Mit ihm kann Gas aus der Leitung abgelassen werden. Im Gegensatz zum Entleerungsschieber hat der AB einen separaten Schieber meist als AS-Abbläserschieber gekennzeichnet.
- AS und AK = Absperrschieber beziehungsweise Absperrkugelhahn. Mit ihnen können die Verbindungen zwischen zwei Leitungen getrennt oder geöffnet werden.
- AT = Absperrtopf.
- BL = Absperrblase.
- HS und HK = Hauptschieber beziehungsweise Hauptkugelhahn. Mit ihm können die Verbindungen zwischen zwei Leitungen getrennt oder geöffnet werden. Im Gegensatz zu AS und AK werden sie für die Trennung von ganzen Straßenzügen oder Ortsteilen verwendet.
- I oder J = Isolierstelle. Trennt zwei Messbereiche im Kathodischen-Korrosionsschutz (KKS).
- K, KH oder KU = Kugelhahn. Das Kurzzeichen kann je nach Versorger variieren.
- MK = Messkontakt. Messstelle in Verbindung mit dem Kathodischen-Korrosionsschutz (KKS) misst man verschiedene Potentiale die auf dem Rohr aufliegen.
- MP = Messpunkt. Einmesspunkt einer Trassenlage
- OM = Odormesspunkt. Messpunkt für die Konzentration des zugefügten Duftstoffes im Leitungsnetz.
- RR = Riechrohr. Rohrverbindungen oder Schutzrohre können auf eine mögliche Leckage gasfrei gemessen werden.
- WT = Wassertopf. Im Rohr anfallendes Kondensat wird damit abgelassen. Auch zur Schutzrohrentwässerung.

Ergänzend können folgende Kurzzeichen verwendet werden:
- HD oder H = Hochdruck
- MD oder M = Mitteldruck
- ND oder N = Niederdruck

Als Beispiel erhält ein Schieber im Mitteldrucknetz das Kurzzeichen MS oder SM. Ein Kugelhahn im Niederdrucknetz NK oder KN.

### Hinweisschilder für Gas-Transportleitungen

#### Allgemeines
Im Gegensatz zu den Hinweisschildern für die Versorgungsnetze sind hier Schilder mit 25 mm Schriftgröße des Kurzzeichens vorgesehen. In der Regel ist ein Betreiber mit Störungshotline angegeben. Der Wortlaut für das im Schild angegebene Medium lautet „Ferngas“ (früher „Fern-Gas“) oder „Erdgas“. Je nach Versorgungsunternehmen verwendet man im Ortsnetz auch Schilder für Transportleitungen.

#### Gängige Kurzzeichen der Schilder
Bei den Kurzzeichen für Transportleitungen kommen alle gängigen Kurzzeichen der Gas-Versorgungsleitungen in Frage. Ergänzend sind hier folgende Kurzzeichen aufgeführt.
- BK = Bahnkreuzung (früher RK für Reichsbahnkreuzung).
- D = Dehner. Verhindert Stauchungen und Zerrungen im Rohr. Meist in Bergbaugebieten.
- FZ = Flugzeichen. damit werden Trassenverläufe gekennzeichnet, die zur Kontrolle Überflogen werden.
- M oder ZM = Marker beziehungsweise einen Zusatzmarker. Sie markieren die Lage einer Gasleitung im Gelände.
- R = Richtungshinweis. Markiert eine markante Änderung im Verlauf der Trasse.

Ergänzend können folgende Kurzzeichen verwendet werden:
- KZ = Kennzeichen
- L oder LTG = Leitung
- NR = Nummer

#### Gängige Kurzzeichen für Einrichtungen von Fernsprechkabeln für Gas-Transportleitungen
Bei den Kurzzeichen für die Fernsprechkabeln steht als erster Buchstabe in den Kurzzeichen immer das „K“ für Kabel
- KA = Abzweigmuffe
- KK = Kondensatormuffe
- KM = Verbindungsmuffe
- KP = Pupinspule
- KT = Telefonsteckdose

#### Systematik
Beschreibung:
| Bereich | Beschreibung |
| ------- | --- |
| 0       | Verschiedene vom Versorger angegebene Informationen. Hier ist je nach Versorger z. B. der Durchmesser, Betriebsdruck oder die Bauteilenummer angegeben. |
| 1       | Kurzzeichen der Armatur. |
| 2       | Nummerierung der Armatur, oder Innendurchmesser der Leitung.                                                                                            |
| 3       | Abstand zwischen Schild und Leitungsorgan vom Schild nach links weg gemessen an.                                                                        |
| 4       | Abstand zwischen Schild und Leitungsorgan vom Schild nach rechts weg gemessen an.                                                                       |
| 5       | Abstand zwischen Schild und Leitungsorgan vom Schild gerade weg gemessen an.                                                                            |
| 6       | Angabe des Betreibers mit einer Telefonnummer für Störfälle.                                                                                            |

#### Beispiele
Beschreibung: Dieses Hinweisschild deutet auf einen Schieberkasten hin, der Zugang zu einem Hauptschieber einer Erdgasleitung bietet. Die Straßeneinbauarmatur befindet sich 6,9 Meter links und 3,1 Meter vor diesem Schild.

### Hinweisschilder für Gas-Hausanschlussleitungen
Auch im Gasversorgungsnetz sind Hausanschlussarmaturen örtlich eingemessen und beschildert. Hier unterscheidet sich der Aufbau nicht von Schildern der Hausanschlussleitungen.
In den häufigsten Fällen ist der Eintritt der Hausanschlussleitung in das Gebäude durch einen gelben Punkt an der Hauswand von außen gekennzeichnet.

#### Gängige Kurzzeichen der Einbauarmaturen
- A = Anschluss
- AS = Anschlussschieber
- AV = Anschlussventil
- GS = Gasströmungswächter
- HA = Hausanschluss
- VA = Ventilanbohrung

## Hinweisschilder für Fernwärmeleitungen

### Allgemeines
Diese Hinweisschilder treten sowohl als Schilderpaar, als auch als alleinstehendes Schild auf, da in Fernwärmeversorgungsanlagen normalerweise zwei Rohrleitungen parallel verlaufen. Durch die Vorlaufleitung strömt das heiße Medium vom Wärmeerzeuger zum Verbraucher und durch die Rücklaufleitung strömt das abgekühlte Medium zurück zum Wärmeerzeuger.
Hier werden Einbauarmaturen sowie Schachtbauwerke angegeben. Selten auch Leitungsverläufe.

### Schieberschilder

#### Systematik
| Bereich | Beschreibung |
| ------- | --- |
| 0       | Verschiedene vom Versorger angegebene Informationen. Hier ist je nach Versorger z. B. der Durchmesser, Betriebsdruck oder die Bauteilenummer angegeben. |
| 1       | Kurzzeichen der Armatur. |
| 2       | Nummerierung der Armatur, oder Innendurchmesser der Leitung.                                                                                            |
| 3       | Abstand zwischen Schild und Leitungsorgan vom Schild nach links weg gemessen an.                                                                        |
| 4       | Abstand zwischen Schild und Leitungsorgan vom Schild nach rechts weg gemessen an.                                                                       |
| 5       | Abstand zwischen Schild und Leitungsorgan vom Schild gerade weg gemessen an.                                                                            |
| 6       | Angabe des Betreibers mit einer Telefonnummer für Störfälle.                                                                                            |

#### Gängige Kurzzeichen der Einbauarmaturen
- E/ES = Entleerung oder Entleerungsschieber
- HA = Hausanschluss
- L = Lüftung
- S = Schieber

Mögliche in Feld-0 angegebene Kurzzeichen
- DN = Innendurchmesser des Rohres
- PN = Ausgelegte Druckstufe

#### Beispiel
Beschreibung: Dieses Schilderpaar weist auf zwei Schieber hin, je einer in der Vorlauf- und einer in der Rücklaufleitung. Die Schieber befinden sich 1,5 Meter links vom Schilderpaar. Vorlauf- und Rücklaufleitung sind mit Mediumrohren der Nennweite DN 80 und dem Nennbetriebsdruck PN 16 ausgestattet.

## Hinweisschilder für elektrische Leitungen

### Allgemeines
Diese Hinweisschilder markieren den Verlauf erdverlegter Hochspannungskabel. Früher wurden solche Schilder auch für erdverlegte Fernsprechkabel verwendet.

#### Gängige Kurzzeichen der Einbauarmaturen
- K = Kabel
- C = Kondensatormuffe oder Condensator
- KM = Kabelmuffe
- P = Kabel-Pupinspule
- M = Marker
- SR = Schutzrohr

Beispiel

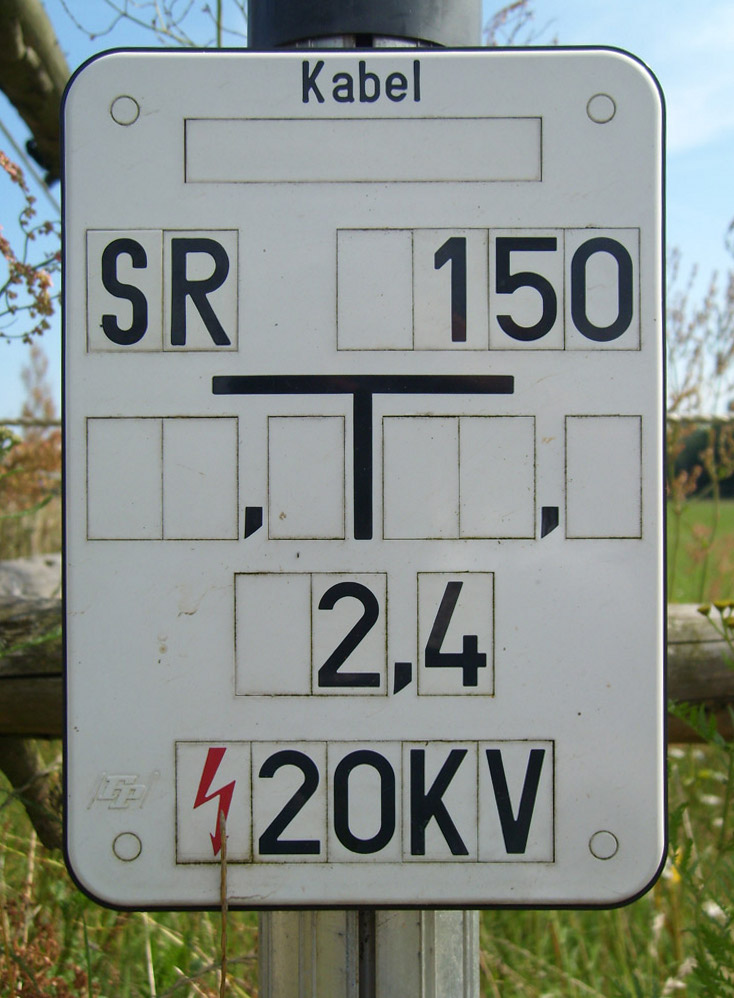
Hinweisschild auf 20-kV-Erdkabel

Hinweisschild eines Schutzrohrs mit 150 mm Innendurchmesser für ein 20-kV-Erdkabel. Das Schutzrohr liegt 2,4 m vor dem Schild unter der Erdoberfläche.

## Hinweisschilder für Pipelines

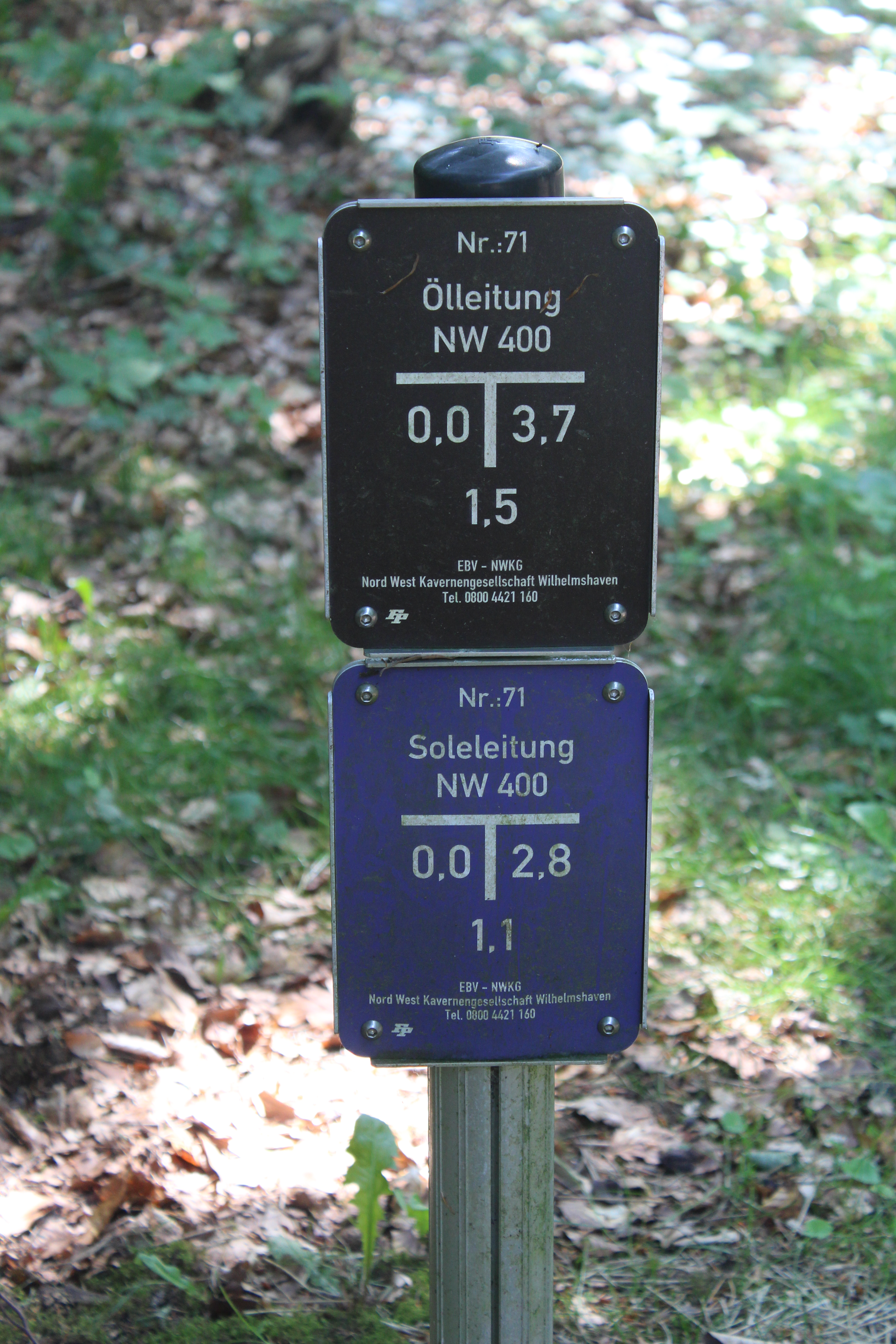
Hinweisschild für Ölleitung sowie Soleleitung

### Allgemeines
Diese Hinweisschilder sind in der Regel braun und an Schilderpfählen angebracht. Sie kennzeichnen lediglich den Leitungsverlauf oder einen Messpunkt für den kathodischen Korrosionsschutz.
Neben Kurzzeichen können hier auch Schildnummern angegeben sein.
Straßenkappen für Armaturen sind hier nicht zu finden, da die Schieber in Form von Streckenschiebern in eingezäunten Flächen untergebracht sind.
Gängige Kurzzeichen auf den Schildern
- KM = Leitungskilometer
- MK = Messkontakt
- R = Richtungshinweis

## Anbringung

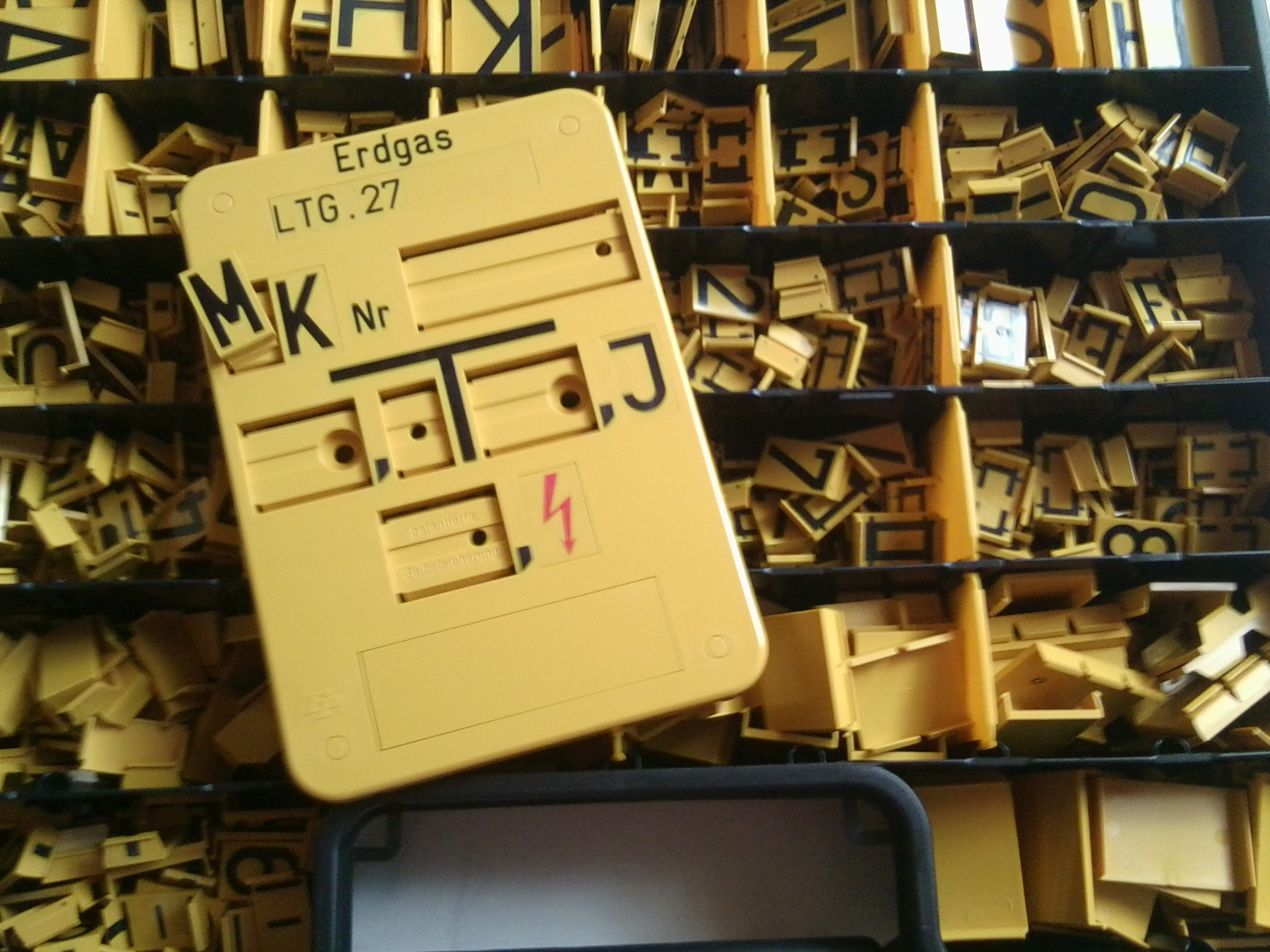
Komplettierung eines Schildes mit Feldermaterial für eine Messstelle für kathodischen Korrosionsschutz.
"LTG." für die Leitungsnummer, MK für ein Messkabel und "J" für ein Isolierstück

Hinweisschilder werden aufgrund höherer Beständigkeit vorzugsweise an Gebäuden und nicht an Zäunen oder Pfosten befestigt. Wenn möglich, wird eine eigene Konstruktion aufgestellt, an der die Tafeln angebracht werden. In Deutschland muss der Besitzer der Liegenschaft nach gängiger Rechtsprechung in gewissen zumutbaren Grenzen die Montage von Schildern an Gebäuden, Zäunen und Mauern dulden. Sofern die Hinweisschilder an eigens dafür gebaute Säulen befestigt werden, nennt man diese Schilderpfähle, oder zumindest in Österreich Marker.

## Regionale und unternehmensspezifische Unterschiede
Die Abkürzungen entsprechen den Schildern in Österreich, in anderen deutschsprachigen Ländern können sie leicht variieren. Außerdem ist es möglich, dass verschiedene Unternehmen ergänzende Bezeichnungen einführen, oder abweichende Bezeichnungen verwenden.
Das Format von Schildern wird, zumindest für Deutschland, in DIN-(Bau)normen spezifiziert:
- DIN 4065 „Gasfernleitungen; Hinweisschilder“
- DIN 4066 „Hinweisschilder für die Feuerwehr“
- DIN 4067 „Wasser; Hinweisschilder, Orts-Wasserverteilungs- und Wasserfernleitungen“
- DIN 4068 „Abwasser; Hinweisschilder“
- DIN 4069 „Orts-Gasverteilungsleitungen; Hinweisschilder“
- DIN 40019 „Hinweisschilder für Kabelanlagen der Elektrizitätsversorgung“

Für Österreich gibt es entsprechende Normen (ÖNORM B 2526 „Hinweisschilder für Gasleitungen – Gestaltung, Verwendung“, übereinstimmend mit DIN 4065 und DIN 4069). Diese Normen beziehen sich für die Lettern auf die in DIN 1451 vorgegebene serifenlose Schrift.

### Marker (Sichtmarker) / Österreich

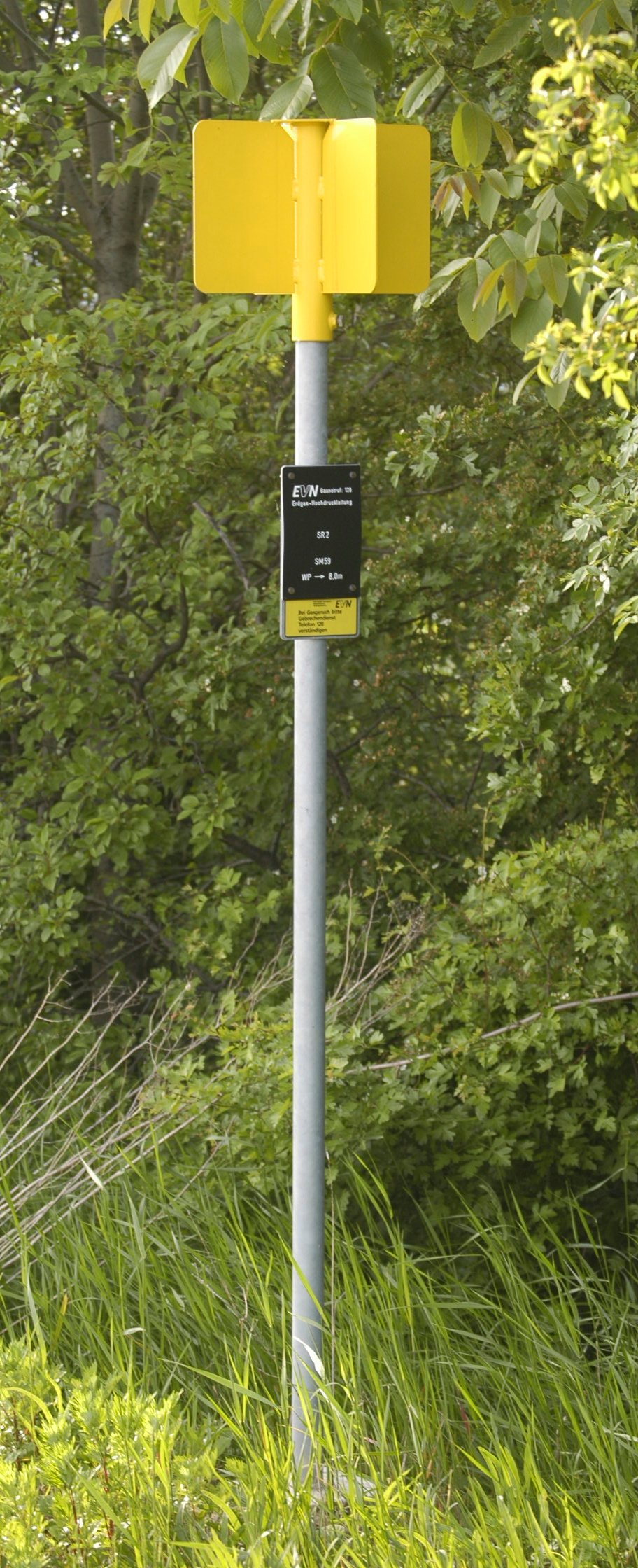
Marker einer erdverlegten Hochdruckgasleitung in Niederösterreich mit Blechkreuz für den Helikopterflug

Marker, auch Sichtmarker genannt, dienen zur Kenntlichmachung von erdverlegten Rohrleitungen im Gelände. Die Gestaltung ist meistens darauf ausgelegt, dass der Verlauf beim Abfliegen der Strecke per Hubschrauber gut sichtbar ist. Außerdem dienen sie dazu, die Lage der Schächte und Dome von Absperreinrichtungen zu kennzeichnen. Auf dem Marker werden zumeist auch Hinweisschilder angebracht, die einerseits die Dimension, andererseits die Lage etwaiger Armaturen und Schächte genau beschreiben.
In Österreich ist die Aufstellung von Markern bei Rohrleitungen, in denen gewisse gefährliche Güter transportiert werden, gesetzlich geregelt. Diese Marker müssen z. B. die Telefonnummer des Betreibers führen.